# قائمة شركات كولورادو

موقع كولورادو في الولايات المتحدة الأمريكية.

تتضمن قائمة شركات كولورادو هذه شركات بارزة تم إنشاؤها أو يقع مقرها الرئيسي في كولورادو.

## شركات مقرها في كولورادو
- التوابل السماوية
- كروكس
- سي اس جي الدولية
- شبكة الأطباق
- الخطوط الجوية الحدودية
- شركة جيتس
- جي بي اس الولايات المتحدة الأمريكية
- جيبسين
- الاتصالات المستوى 3
- ماب كويست
- شركة نيومونت للتعدين
- كويزنوس
- ري/ماكس
- سماشبرجر
- ويسترن يونيون
- شيبوتل المكسيكي جريل
- ماب كويست
- الاتصالات المستوى 3
- سامسونايت